# Sannadalsberget

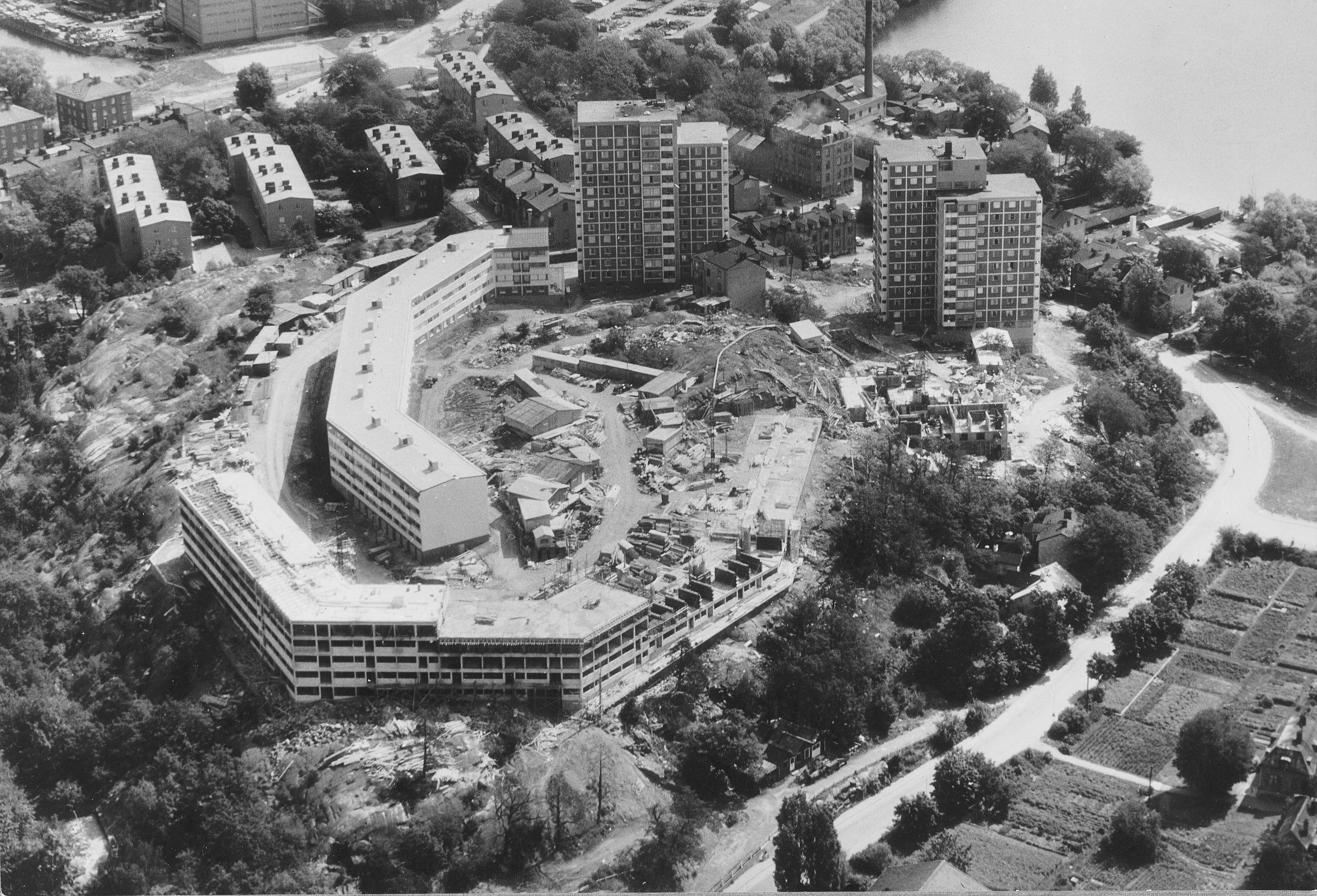
Sannadalsberget med platåns bebyggelse under uppförande, 1960. I bakgrunden syns sjön Trekanten.

Sannadalsberget är ett berg i stadsdelen Gröndal i södra Stockholm.

## Beskrivning
Sannadalsberget ligger mellan sjön Trekanten och Gröndalsvägen. Bergets högsta punkt är 32 meter över havet. Namnet härrör från en numera försvunnen mindre gård som byggdes omkring 1885 direkt väster om egendomen Charlottendal. Stället hade uppkallats efter Susanna Sanna Dahl (1850-1921), hustru till gårdens första ägare, Carl Johan Lovén. Lovén var krigsarkivarie vid generalstaben i Stockholm samt ägare av Sannadals brödfabrik på närbelägna Lövholmen. Gården Sannadal revs på 1930-talet när Stockholmshem byggde några barnrikehus vid Sannadalsvägen.
På Sannadalsbergets platå uppfördes mellan 1958 och 1972 ett större bostadsområde efter ritningar av Bertil Karlén & Ralph Wikner Arkitektkontor. Området består av tre punkthus och två låghusslingor. Punkthusen har blivit ett välkänt inslag i Gröndals stadsbild (se kvarteret Ljuskronan och Ljussaxen).

## Andra berg i Gröndal
- Ekensbergshöjden
- Ormberget